# Abel-teszt
A matematikában, az Abel-teszt (Abel-kritériumnak is hívják) módszer a véges sorok konvergenciájának. A tesztet Niels Henrik Abel matematikusról nevezték el.
Két kissé különböző változat létezik, az egyik valós számok sorozatára, a másik a komplex analízisben a hatványsorokra használható.

## Abel-teszt a valós analízisben
Ha a következő állítások igazak:
1. {\displaystyle \sum a_{n}} egy konvergens sorozat

2. {{\displaystyle b_{n}}} egy monoton sorozat

3. {{\displaystyle b_{n}}} korlátos, 

akkor {\displaystyle \sum a_{n}b_{n}} konvergens.

## Abel-teszt a komplex analízisben
Az Abel-tesztet gyakran hatvány-sorok – egy konvergencia körön belüli - konvergenciájának megállapítására használják.
Az Abel-teszt az állítja, hogy ha
{\displaystyle \lim _{n\rightarrow \infty }a_{n}=0\,}
és a
{\displaystyle f(z)=\sum _{n=0}^{\infty }a_{n}z^{n}\,} sorozat
konvergál, ha |z| < 1 és divergál ha |z| > 1, továbbá a {an} együtthatók pozitív valós számok, monoton csökkennek a zéró határérték felé n > m esetén (azaz, ha n elég nagy), akkor az f(z) függvény konvergál mindenhol egy egységnyi körön belül, kivéve, amikor z = 1.
Az Abel-teszt nem alkalmazható, amikor z = 1, úgy, hogy ebben a speciális pontban külön kell vizsgálni a konvergenciát.
Megjegyzendő, hogy az Abel-teszt olyan hatvány sorokra is alkalmazható, ahol a konvergencia sugara R ≠ 1, egy egyszerű változó cserével: ζ = z/R.

## Az Abel-teszt bizonyítása
Tegyük fel, hogy z egy egységnyi körben egy pont, és z ≠ 1.
Ekkor
{\displaystyle z=e^{i\theta }\quad \Rightarrow \quad z^{\frac {1}{2}}-z^{-{\frac {1}{2}}}=2i\sin {\textstyle {\frac {\theta }{2}}}\neq 0}
így, bármely két pozitív egészre p > q > m, írhatjuk, hogy
{\displaystyle {\begin{aligned}2i\sin {\textstyle {\frac {\theta }{2}}}\left(S_{p}-S_{q}\right)&=\sum _{n=q+1}^{p}a_{n}\left(z^{n+{\frac {1}{2}}}-z^{n-{\frac {1}{2}}}\right)\\&=\left[\sum _{n=q+2}^{p}\left(a_{n-1}-a_{n}\right)z^{n-{\frac {1}{2}}}\right]-a_{q+1}z^{q+{\frac {1}{2}}}+a_{p}z^{p+{\frac {1}{2}}}\,\end{aligned}}}
ahol Sp és Sq részleges szummák:
{\displaystyle S_{p}=\sum _{n=0}^{p}a_{n}z^{n}.\,}
Mivel |z| = 1 és a an monoton csökkenő pozitív valós számok ha n > m, akkor írhatjuk:
{\displaystyle {\begin{aligned}\left|2i\sin {\textstyle {\frac {\theta }{2}}}\left(S_{p}-S_{q}\right)\right|&=\left|\sum _{n=q+1}^{p}a_{n}\left(z^{n+{\frac {1}{2}}}-z^{n-{\frac {1}{2}}}\right)\right|\\&\leq \left[\sum _{n=q+2}^{p}\left|\left(a_{n-1}-a_{n}\right)z^{n-{\frac {1}{2}}}\right|\right]+\left|a_{q+1}z^{q+{\frac {1}{2}}}\right|+\left|a_{p}z^{p+{\frac {1}{2}}}\right|\\&=\left[\sum _{n=q+2}^{p}\left(a_{n-1}-a_{n}\right)\right]+a_{q+1}+a_{p}\\&=a_{q+1}-a_{p}+a_{q+1}+a_{p}=2a_{q+1}.\,\end{aligned}}}
Most alkalmazhatjuk a Cauchy-konvergenciakritériumot annak megállapítására, hogy f(z) konvergál a kiválasztott pontnál z ≠ 1, mert sin(½θ) ≠ 0 egy állandó mennyiség, és aq+1 kisebb lesz bármely adott ε > 0 –nál, ha q elég nagy.